# Mayumi Narita
Mayumi Narita (Japans: 成田 真由美, Narita Mayumi) (Kawasaki, 27 augustus 1970) is een Japanse paralympische zwemmer. Zij heeft twintig paralymische medailles gewonnen, waarvan vijftien maal goud. In 2005 ontving zij een "Paralympic Sport Award" voor haar prestaties in het zwembad en haar toewijding aan de gehandicaptensport in het algemeen.
Narita is aan een rolstoel gebonden sinds 1983 toen zij werd getroffen door myelitis. In 1994 kreeg zij een verkeersongeval wat haar tijdelijk verlamd maakte in al haar ledematen maar na tien maanden revalidatie was zij voldoende hersteld om weer te gaan zwemmen.
Tijdens de Paralympische Spelen in 1996, in Atlanta, won zij vijf medailles: twee gouden, twee zilveren en een bronzen medaille. In Sydney, in 2000, voegde zij zes gouden en een zilveren medaille toe aan haar collectie. De Paralympische Spelen in Athene in 2004 waren goed voor acht medailles, waarvan zeven goud. Narita nam ook deel aan de spelen in 2008 in Beijing maar wist daar geen eremetaal te winnen.

## Overzicht Paralympische medailles
| Evenement    | Sport   | Resultaat | Onderdeel |
| ------------ | ------- | --------- | --- |
| Atlanta 1996 | Zwemmen | Goud      | 100 meter vrije slag S4, 50 meter vrije slag S4 |
| Atlanta 1996 | Zwemmen | Zilver    | 50 meter rugslag S4, 200 meter vrije slag S4 |
| Atlanta 1996 | Zwemmen | Brons     | 150 meter wisselslag SM4 |
| Sydney 2000  | Zwemmen | Goud      | 50 meter rugslag S4, 50 meter vrije slag S4, 100 meter vrije slag S4, 150 meter wisselslag SM4, 200 meter vrije slag S4, 4x 50 meter vrije slag 20pts (team)                           |
| Sydney 2000  | Zwemmen | Zilver    | 50 meter schoolslag SB3 |
| Athene 2004  | Zwemmen | Goud      | 50 meter vrije slag S4, 100 meter vrije slag S4, 200 meter vrije slag S4, 50 meter schoolslag SB3, 50 meter rugslag S4, 150 meter wisselslag SM4, 4x 50 meter vrije slag 20 pts (team) |
| Athene 2004  | Zwemmen | Brons     | 4x 50 meter wisselslag 20 pts (team) |